# Fuerte de São Sebastião
El Fuerte de San Sebastián o Museo nacional de Santo Tome y Príncipe (en portugués: Forte de São Sebastião; Museu Nacional de São Tomé e Príncipe) es un museo y fortaleza en el país africano e insular de Santo Tomé y Príncipe. Contiene arte religioso y artefactos de la época colonial.
Se localiza en el extremo sur de la bahía de Ana Chaves, en la ciudad e isla de Santo Tomé (São Tomé).
Levantado por fuerzas portuguesas en 1575, fue el primer edifício con carácter defensivo construido en Santo Tomé, siendo posteriormente reconstruido y ampliado.
En 1866 paso a albergar el faro de São Sebastião, reconstruido en 1928 y restaurado en 1994. En 1960, pasa a ser la sede del Comando de Defensa Marítima de la Provincia.
En la actualidad se encuentra en buen estado de conservación, siendo la sede del Museo Nacional de Santo Tomé y Príncipe. 